# 洛北街道
洛北乡，是中华人民共和国河南省洛陽市西工区下辖的一个乡镇级行政单位。

## 行政区划
洛北乡下辖以下地区：
香榭里阳光社区、洛浦御博城社区、东下池村、西下池村、瞿家屯村、西小屯村、东涧沟村、五女冢村、金谷园村和西工村。